# Janusz Jędrzejewicz
Janusz Jędrzejewicz né le 21 juin 1885 à Spiczyńce (Spitchinstsi/Спи́чинці/Спичинцы) (Ukraine), mort le 16 mars 1951 à Londres est un homme d'État polonais. Il est Premier ministre de Pologne de mai 1933 à mai 1934.

## Biographie

### Jeunesse et études
Janusz Jędrzejewicz fait ses études à l'université Jagellonne de Cracovie (mathématiques, physique et philosophie) et à l'École libre des sciences politiques de Paris.

### Parcours professionnel
Entré au parti socialiste polonais en 1904, il rejoint après la Première Guerre mondiale les légions polonaises et l'organisation militaire polonaise (POW) de Józef Piłsudski. En 1918, il intègre l'armée polonaise et, en 1919, il est transféré dans le service de renseignement au quartier général sur le front lituano-biélorusse pendant la guerre soviéto-polonaise.
En 1923, il commence une carrière politique et est élu député à la Diète de Pologne de 1928 à 1935. De 1930 à 1935, il est vice-président du mouvement regroupant les partisans de Piłsudski, le « Bloc indépendant pour la coopération avec le gouvernement » (BBWR). De 1931 à 1934, il est ministre des cultes et de l'instruction publique. Il restreint l'autonomie de l'université, les libertés académiques et met en place une réforme générale de l'enseignement. Il est nommé président du Conseil des ministres le 10 mai 1933 et quitte son poste le 13 mai 1934.
Après l'invasion de la Pologne par l'URSS en septembre 1939, il quitte la Pologne et s'installe à Londres. En 1948, il est choisi pour diriger la « Ligue pour l'indépendance de la Pologne (pl) », un parti politique en émigration. Il meurt en exil en 1951.
Son frère cadet Wacław Jędrzejewicz (pl) (1893-1993) est également une personnalité marquante des combats pour l'indépendance de la Pologne comme diplomate, homme politique, historien et général, qui fut un des dirigeants du Józef Piłsudski Institute of America (Institut Józef-Piłsudski en Amérique).